# کوه الشعانبی
کوه الشعانبی (به عربی: جبل الشعانبی) یک کوه در تونس است که در استان قصرین واقع شده‌است. کوه الشعانبی ۱٬۵۴۴ متر بالاتر از سطح دریا واقع شده‌است.